# Manchester City Football Club 1976-1977
Questa voce raccoglie le informazioni riguardanti il Manchester City Football Club nelle competizioni ufficiali della stagione 1976-1977.

## Stagione
In campionato il Manchester City navigò nelle posizioni di alta classifica, arrivando all'inizio del girone di ritorno a contendersi il titolo con Ipswich Town e Liverpool. In testa per alcune giornate, i Citizens vennero sorpassati dai Reds concludendo il campionato secondi, con un punto di svantaggio sul Liverpool. Eliminato dal Leeds Utd ai quarti di finale di FA Cup, nelle altre coppe il Manchester City venne eliminato nelle fasi iniziali, in particolare in Coppa UEFA dove la vittoria al Maine Road contro i futuri vincitori della Juventus venne vanificata da due reti segnate al ritorno dai Bianconeri.

## Maglia e sponsor
Lo sponsor tecnico per la stagione 1976-1977 è Umbro.
| Manica sinistra · Manica sinistra · Maglietta · Maglietta · Manica destra · Manica destra · Pantaloncini · Pantaloncini · Calzettoni · Calzettoni | Manica sinistra · Maglietta · Maglietta · Manica destra · Pantaloncini · Pantaloncini · Calzettoni · Calzettoni |  |

## Calciomercato
| Cessioni | Cessioni      | Cessioni          | Cessioni |
| R.       | Nome          | a                 | Modalità |
| -------- | ------------- | ----------------- | -------- |
| D        | Colin Barrett | Nottingham Forest |          |
| D        | Geoff Hammond | Charlton          |          |
| C        | Dennis Leman  | Sheffield Weds    |          |
| C        | Alan Oakes    | Chester City      |          |
| A        | Rodney Marsh  | T.B. Rowdies      |          |
| A        | Billy Telford | Peterborough Utd  |          |

| Acquisti | Acquisti     | Acquisti | Acquisti |
| R.       | Nome         | da       | Modalità |
| -------- | ------------ | -------- | -------- |
| A        | Brian Kidd   | Arsenal  |          |
| A        | Jimmy Conway | Fulham   |          |

## Rosa
| N. |                        | Ruolo | Calciatore      |
| -- | ---------------------- | ----- | --------------- |
|    | Inghilterra (bandiera) | P     | Joe Corrigan    |
|    | Scozia (bandiera)      | P     | Keith McRae     |
|    | Inghilterra (bandiera) | D     | Tommy Booth     |
|    | Inghilterra (bandiera) | D     | Kenny Clements  |
|    | Inghilterra (bandiera) | D     | Mick Docherty   |
|    | Inghilterra (bandiera) | D     | Willie Donachie |
|    | Inghilterra (bandiera) | D     | Paul Power      |
|    | Inghilterra (bandiera) | D     | David Watson    |
|    | Inghilterra (bandiera) | C     | Colin Bell      |
|    | Inghilterra (bandiera) | C     | Mike Doyle      |
|    | Scozia (bandiera)      | C     | Asa Hartford    |

| N. |                        | Ruolo | Calciatore    |
| -- | ---------------------- | ----- | ------------- |
|    | Inghilterra (bandiera) | C     | Tony Henry    |
|    | Inghilterra (bandiera) | C     | Ged Keegan    |
|    | Inghilterra (bandiera) | C     | Mike Lester   |
|    | Inghilterra (bandiera) | C     | Gary Owen     |
|    | Inghilterra (bandiera) | A     | Peter Barnes  |
|    | Irlanda (bandiera)     | A     | Jimmy Conway  |
|    | Inghilterra (bandiera) | A     | Brian Kidd    |
|    | Inghilterra (bandiera) | A     | Joe Royle     |
|    | Inghilterra (bandiera) | A     | Roger Palmer  |
|    | Inghilterra (bandiera) | A     | Dennis Tueart |

## Risultati

### Coppa UEFA
| Manchester 15 settembre 1976 Trentaduesimi di finale - Andata | Manchester City | 1 – 0 | Juventus | Maine Road |
| \| \| \| \| \| Kidd 44’ \| Marcatori \| \|                    |                 |       |          |            |
|                                                               |                 |       |          |            |
| Kidd 44’                                                      | Marcatori       |       |          |            |

| Torino 29 settembre 1976 Trentaduesimi di finale - Ritorno  | Juventus  | 2 – 0 | Manchester City | Stadio Comunale |
| \| \| \| \| \| Scirea 36’ Boninsegna 69’ \| Marcatori \| \| |           |       |                 |                 |
|                                                             |           |       |                 |                 |
| Scirea 36’ Boninsegna 69’                                   | Marcatori |       |                 |                 |

## Statistiche

### Statistiche di squadra
| Competizione   | Punti | Totale | Totale | Totale | Totale | Totale | Totale | DR  |
| Competizione   | Punti | G      | V      | N      | P      | Gf     | Gs     | DR  |
| -------------- | ----- | ------ | ------ | ------ | ------ | ------ | ------ | --- |
| First Division | 56    | 42     | 21     | 14     | 7      | 60     | 34     | +26 |
| FA Cup         | -     | 4      | 3      | 1      | 0      | 6      | 2      | +4  |
| EFL Cup        | -     | 1      | 0      | 0      | 1      | 0      | 3      | -3  |
| Coppa UEFA     | -     | 2      | 1      | 0      | 1      | 1      | 2      | -1  |
| Totale         |       | 49     | 25     | 15     | 9      | 67     | 41     | +26 |

### Andamento in campionato
Luogo, risultato e posizione seguono l'ordine ufficiale delle giornate.
| Giornata  | 1  | 2 | 3 | 4 | 5 | 6 | 7 | 8 | 9 | 10 | 11 | 12 | 13 | 14 | 15 | 16 | 17 | 18 | 19 | 20 | 21 | 22 | 23 | 24 | 25 | 26 | 27 | 28 | 29 | 30 | 31 | 32 | 33 | 34 | 35 | 36 | 37 | 38 | 39 | 40 | 41 | 42 |
| --------- | -- | - | - | - | - | - | - | - | - | -- | -- | -- | -- | -- | -- | -- | -- | -- | -- | -- | -- | -- | -- | -- | -- | -- | -- | -- | -- | -- | -- | -- | -- | -- | -- | -- | -- | -- | -- | -- | -- | -- |
| Luogo     | T  | C | C | T | C | T | C | C | T | C  | T  | T  | C  | T  | C  | T  | C  | T  | C  | T  | C  | T  | C  | C  | T  | C  | T  | C  | C  | T  | C  | T  | T  | C  | T  | C  | T  | C  | T  | C  | T  | C  |
| Risultato | N  | V | N | N | V | V | P | V | N | N  | P  | V  | N  | N  | V  | N  | P  | N  | V  | V  | N  | N  | V  | N  | V  | V  | V  | P  | V  | P  | P  | N  | N  | V  | V  | P  | V  | V  | V  | P  | V  | V  |
| Posizione | 11 | 4 | 3 | 5 | 3 | 2 | 4 | 2 | 3 | 3  | 7  | 3  | 4  | 5  | 4  | 4  | 4  | 5  | 4  | 3  | 3  | 3  | 3  | 3  | 2  | 1  | 1  | 1  | 1  | 1  | 3  | 3  | 3  | 2  | 2  | 3  | 3  | 2  | 2  | 2  | 2  | 2  |

Fonte:  Premier League 1976/1977 » Schedule, su worldfootball.net.
Legenda:

Luogo: C = Casa; T = Trasferta. Risultato: V = Vittoria; N = Pareggio; P = Sconfitta.